# Dovyalis zeyheri
Dovyalis zeyheri är en videväxtart som först beskrevs av Otto Wilhelm Sonder, och fick sitt nu gällande namn av Otto Warburg. Dovyalis zeyheri ingår i släktet Dovyalis och familjen videväxter. Inga underarter finns listade i Catalogue of Life.

## Bildgalleri

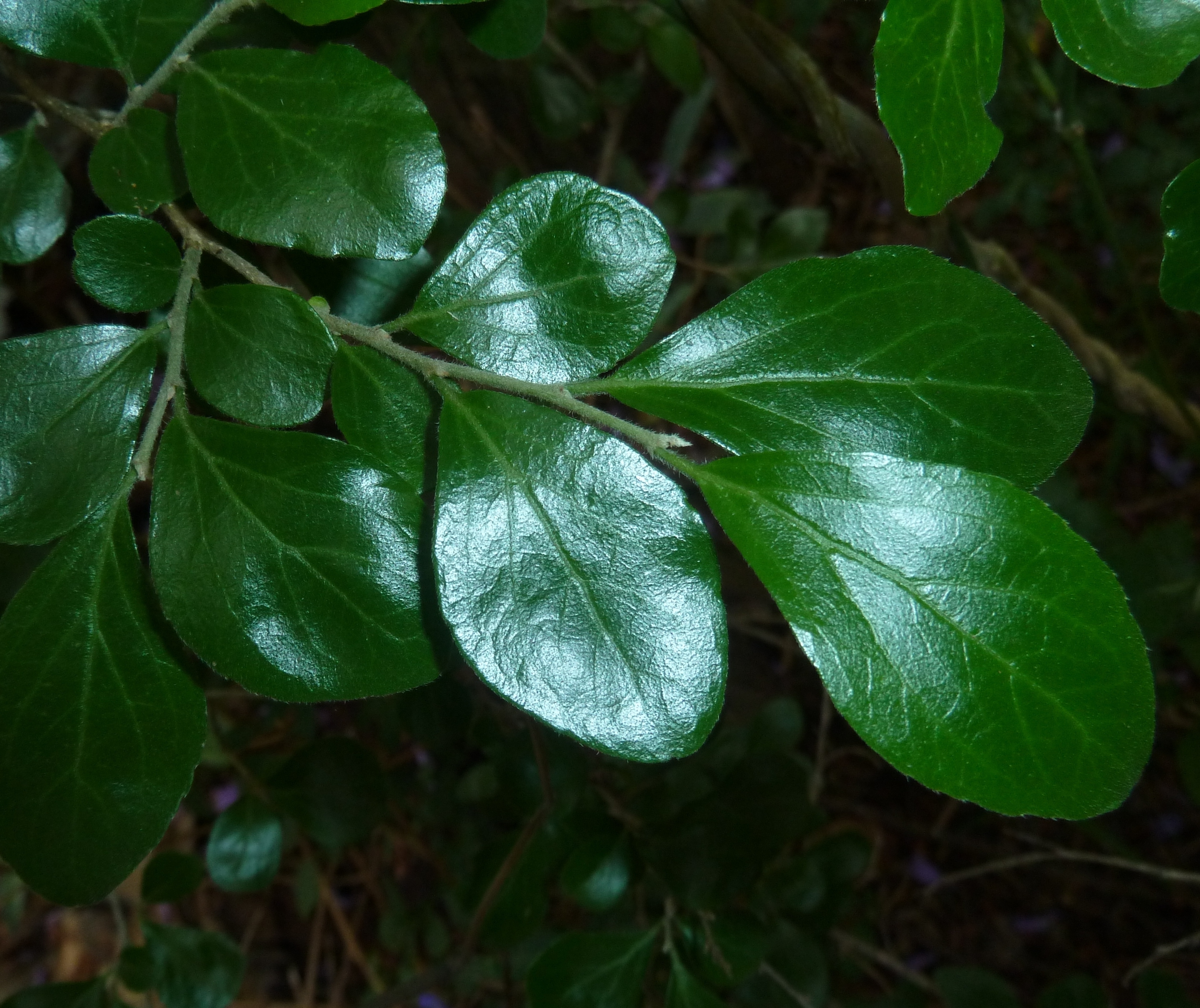
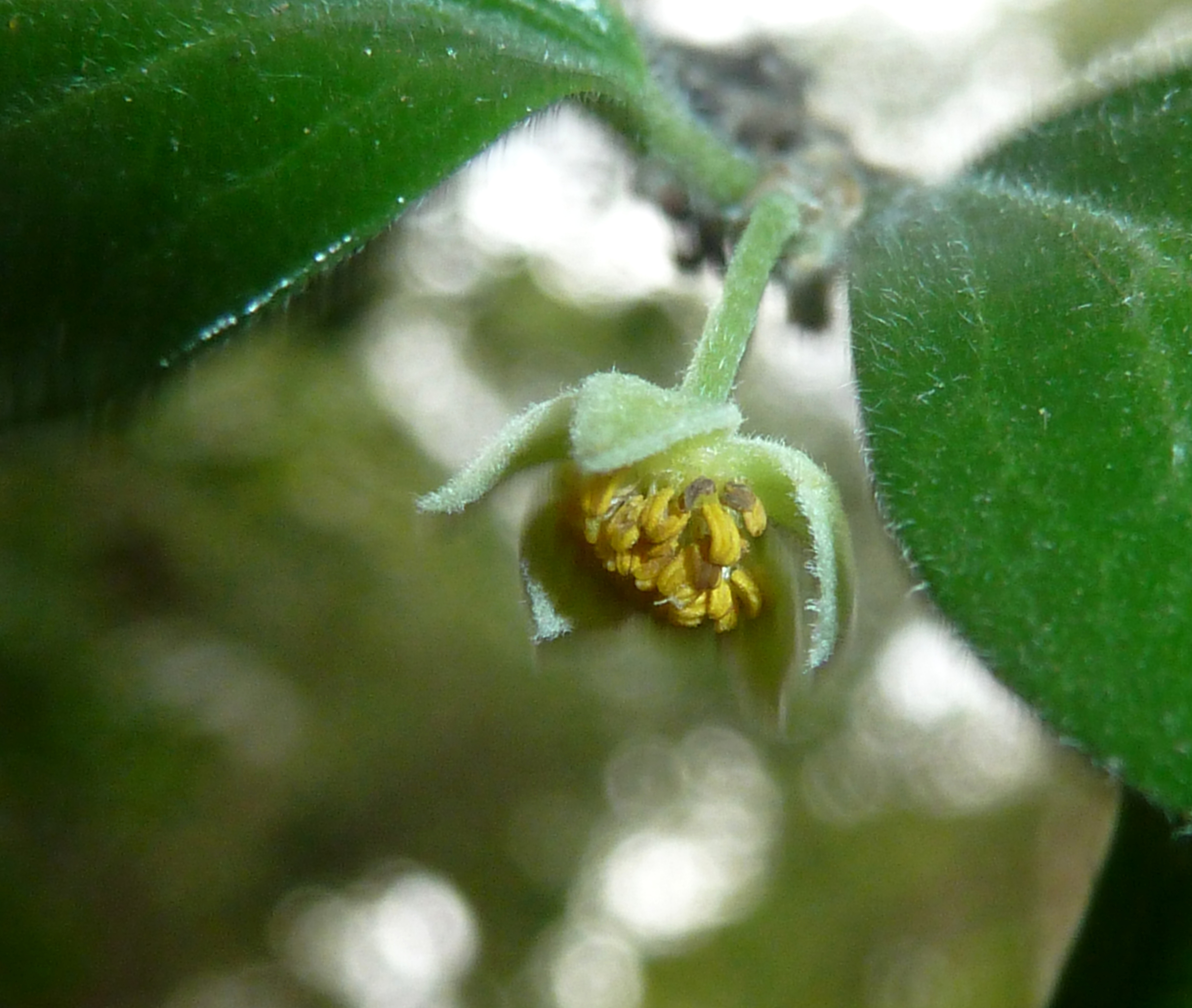
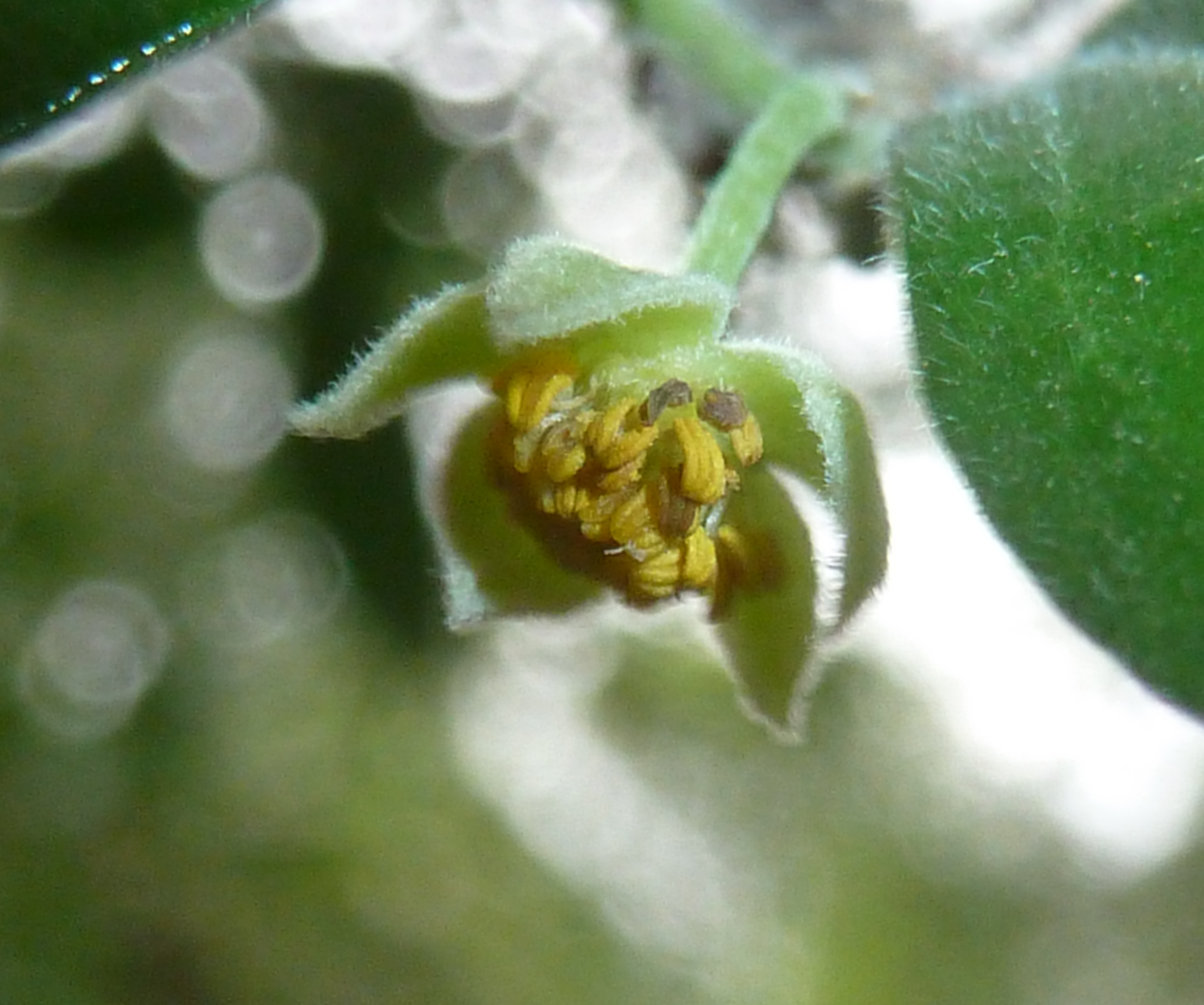
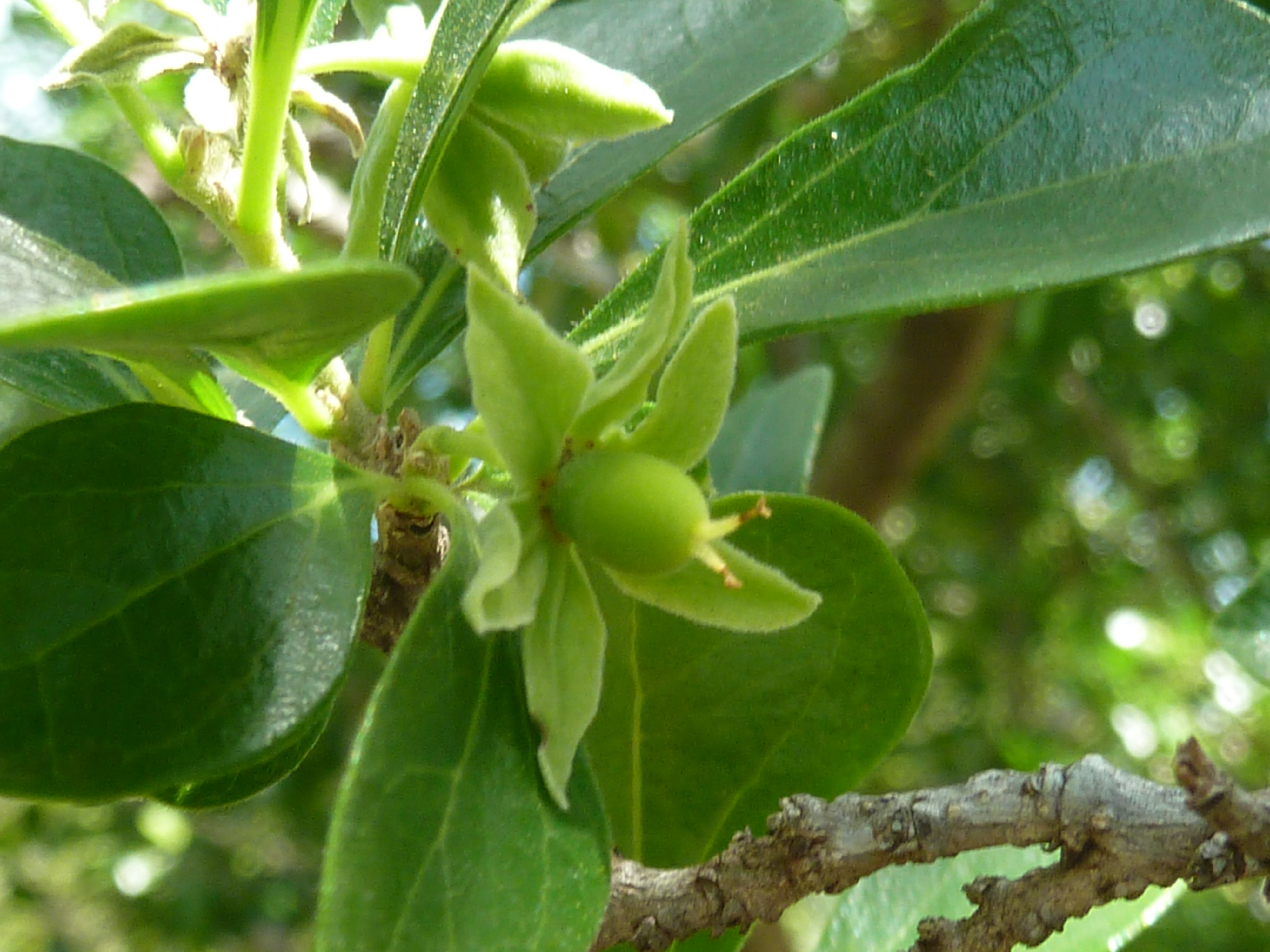